# Speyeria irene
Speyeria irene är en fjärilsart som beskrevs av Jean Baptiste Boisduval 1869. Speyeria irene ingår i släktet Speyeria och familjen praktfjärilar. Inga underarter finns listade i Catalogue of Life.